# كارل بوم
كارل بوم (24 أغسطس 1995 بالسويد - ) هو لاعب كرة قدم سويدي في مركز الوسط. شارك مع منتخب السويد تحت 17 سنة لكرة القدم ومنتخب السويد تحت 19 سنة لكرة القدم. أما مع النوادي، فقد لعب مع نادي غوتبورغ وUtsiktens BK ‏.

## وصلات خارجية
- كارل بوم على موقع اتحاد السويد (السويدية)
- كارل بوم على موقع قاعدة بيانات كرة القدم.إي يو (الإنجليزية)
- كارل بوم على موقع Soccerway.com (الإنجليزية)